# Grand Prix Maďarska 2025
Grand Prix Maďarska 2025 (oficiálně Formula 1 Lenovo Hungarian Grand Prix 2025) se jela na okruhu Hungaroring v Maďarsku dne 3. srpna 2025. Závod byl čtrnáctým v pořadí v sezóně 2025 šampionátu Formule 1.

## Kvalifikace
Kvalifikace se uskutečnila 2. srpna 2025 v 16:00 místního času (UTC+2).
| Poř.                        | Č. | Jezdec                | Konstruktér                  | Časy v kvalifikaci | Časy v kvalifikaci | Časy v kvalifikaci | Pořadí na startu |
| Poř.                        | Č. | Jezdec                | Konstruktér                  | Q1                 | Q2                 | Q3                 | Pořadí na startu |
| --------------------------- | -- | --------------------- | ---------------------------- | ------------------ | ------------------ | ------------------ | ---------------- |
| 1                           | 16 | Charles Leclerc       | Ferrari                      | 1:15.582           | 1:15.455           | 1:15.372           | 1                |
| 2                           | 81 | Oscar Piastri         | McLaren-Mercedes             | 1:15.211           | 1:14.941           | 1:15.398           | 2                |
| 3                           | 4  | Lando Norris          | McLaren-Mercedes             | 1:15.523           | 1:14.890           | 1:15.413           | 3                |
| 4                           | 63 | George Russell        | Mercedes                     | 1:15.627           | 1:15.201           | 1:15.425           | 4                |
| 5                           | 14 | Fernando Alonso       | Aston Martin Aramco-Mercedes | 1:15.281           | 1:15.395           | 1:15.481           | 5                |
| 6                           | 18 | Lance Stroll          | Aston Martin Aramco-Mercedes | 1:15.673           | 1:15.129           | 1:15.498           | 6                |
| 7                           | 5  | Gabriel Bortoleto     | Kick Sauber-Ferrari          | 1:15.586           | 1:15.687           | 1:15.725           | 7                |
| 8                           | 1  | Max Verstappen        | Red Bull Racing-Honda RBPT   | 1:15.736           | 1:15.547           | 1:15.728           | 8                |
| 9                           | 30 | Liam Lawson           | Racing Bulls-Honda RBPT      | 1:15.849           | 1:15.630           | 1:15.821           | 9                |
| 10                          | 6  | Isack Hadjar          | Racing Bulls-Honda RBPT      | 1:15.516           | 1:15.469           | 1:15.915           | 10               |
| 11                          | 87 | Oliver Bearman        | Haas-Ferrari                 | 1:15.750           | 1:15.694           |                    | 11               |
| 12                          | 44 | Lewis Hamilton        | Ferrari                      | 1:15.733           | 1:15.702           |                    | 12               |
| 13                          | 55 | Carlos Sainz Jr.      | Williams-Mercedes            | 1:15.652           | 1:15.781           |                    | 13               |
| 14                          | 43 | Franco Colapinto      | Alpine-Renault               | 1:15.875           | 1:16.159           |                    | 14               |
| 15                          | 12 | Andrea Kimi Antonelli | Mercedes                     | 1:15.782           | 1:16.386           |                    | 15               |
| 16                          | 22 | Júki Cunoda           | Red Bull Racing-Honda RBPT   | 1:15.899           |                    |                    | PL               |
| 17                          | 10 | Pierre Gasly          | Alpine-Renault               | 1:15.966           |                    |                    | 16               |
| 18                          | 31 | Esteban Ocon          | Haas-Ferrari                 | 1:16.023           |                    |                    | 17               |
| 19                          | 27 | Nico Hülkenberg       | Kick Sauber-Ferrari          | 1:16.081           |                    |                    | 18               |
| 20                          | 23 | Alexander Albon       | Williams-Mercedes            | 1:16.223           |                    |                    | 19               |
| 107 % času vítěze: 1:20.475 |    |                       |                              |                    |                    |                    |                  |
| Zdroj:                      |    |                       |                              |                    |                    |                    |                  |

Poznámky
1. ↑  Júki Cunoda se kvalifikoval jako 16., do závodu ale musel odstartovat z boxů kvůli nasazení nových komponentů pohonné jednotky během parc fermé.

## Závod
Závod se uskutečnil 3. srpna 2025 v 15:00 místního času (UTC+2).
| Poř.   | No. | Jezdec                | Konstruktér                  | Počet kol | Čas/Odstoupení | Start | Body |
| ------ | --- | --------------------- | ---------------------------- | --------- | -------------- | ----- | ---- |
| 1      | 4   | Lando Norris          | McLaren-Mercedes             | 70        | 1:35:21.231    | 3     | 25   |
| 2      | 81  | Oscar Piastri         | McLaren-Mercedes             | 70        | +0.698         | 2     | 18   |
| 3      | 63  | George Russell        | Mercedes                     | 70        | +21.916        | 4     | 15   |
| 4      | 16  | Charles Leclerc       | Ferrari                      | 70        | +42.560        | 1     | 12   |
| 5      | 14  | Fernando Alonso       | Aston Martin Aramco-Mercedes | 70        | +59.040        | 5     | 10   |
| 6      | 5   | Gabriel Bortoleto     | Kick Sauber-Ferrari          | 70        | +1:06.169      | 7     | 8    |
| 7      | 18  | Lance Stroll          | Aston Martin Aramco-Mercedes | 70        | +1:08.174      | 6     | 6    |
| 8      | 30  | Liam Lawson           | Racing Bulls-Honda RBPT      | 70        | +1:09.451      | 9     | 4    |
| 9      | 1   | Max Verstappen        | Red Bull Racing-Honda RBPT   | 70        | +1:12.645      | 8     | 2    |
| 10     | 12  | Andrea Kimi Antonelli | Mercedes                     | 69        | +1 kolo        | 15    | 1    |
| 11     | 6   | Isack Hadjar          | Racing Bulls-Honda RBPT      | 69        | +1 kolo        | 10    |      |
| 12     | 44  | Lewis Hamilton        | Ferrari                      | 69        | +1 kolo        | 12    |      |
| 13     | 27  | Nico Hülkenberg       | Kick Sauber-Ferrari          | 69        | +1 kolo        | 18    |      |
| 14     | 55  | Carlos Sainz Jr.      | Williams-Mercedes            | 69        | +1 kolo        | 13    |      |
| 15     | 23  | Alexander Albon       | Williams-Mercedes            | 69        | +1 kolo        | 19    |      |
| 16     | 31  | Esteban Ocon          | Haas-Ferrari                 | 69        | +1 kolo        | 17    |      |
| 17     | 22  | Júki Cunoda           | Red Bull Racing-Honda RBPT   | 69        | +1 kolo        | PL    |      |
| 18     | 43  | Franco Colapinto      | Alpine-Renault               | 69        | +1 kolo        | 14    |      |
| 19     | 10  | Pierre Gasly          | Alpine-Renault               | 69        | +1 kolo        | 16    |      |
| Ret    | 87  | Oliver Bearman        | Haas-Ferrari                 | 48        | Podlaha        | 11    |      |
| Zdroj: |     |                       |                              |           |                |       |      |

Poznámky
1. ↑  Charles Leclerc obdržel penalizaci 5 sekund za nepředvídatelnou jízdu.
2. ↑  Pierre Gasly skončil 17., obdržel ale penalizaci 10 sekund za způsobení kolize s Carlosem Sainzem.

## Průběžné pořadí po závodě
|        | Pořadí | Jezdec          | Body |
| ------ | ------ | --------------- | ---- |
|        | 1      | Oscar Piastri   | 284  |
|        | 2      | Lando Norris    | 275  |
|        | 3      | Max Verstappen  | 187  |
|        | 4      | George Russell  | 172  |
|        | 5      | Charles Leclerc | 151  |
| Zdroj: |        |                 |      |

|        | Pořadí | Konstruktér                | Body |
| ------ | ------ | -------------------------- | ---- |
|        | 1      | McLaren-Mercedes           | 559  |
|        | 2      | Ferrari                    | 260  |
|        | 3      | Mercedes                   | 236  |
|        | 4      | Red Bull Racing-Honda RBPT | 194  |
|        | 5      | Williams-Mercedes          | 70   |
| Zdroj: |        |                            |      |